# AUTOEXEC.BAT
AUTOEXEC.BAT — спеціальний файл операційних систем класу MS-DOS, що виконується при старті системи. Файл є текстовим пакетним файлом (англ. batch file), розміщується у кореневому каталозі диска, з якого завантажується система. Назва файлу є абревіатурою від англ. automatic execution; ім'я було підібране, щоб уміщуватись у обмеження 8.3 файлової системи FAT.

## Використання
AUTOEXEC.BAT читається і виконується всіма версіями DOS, включно з MS-DOS 7.x, що постачалася у складі Windows 95 і Windows 98. Система Windows ME здійснює лише надання значень змінним середовища, якщо відповідні оператори SET присутні у файлі. Втім, це можна змінити.
Файл виконується первинною копією командного процесора (як правило COMMAND.COM) як тільки ОС завантажилася і обробка файлу CONFIG.SYS завершилася.

## Приклади
У ранніх версіях DOS файл AUTOEXEC.BAT, що постачався як замовчувальний, був дуже простим. Команди DATE і TIME були необхідними, через те, що у машинах IBM PC (5150) і IBM XT (5160) мікросхеми реального часу з автономним живленням не було. Приклад файлу:
```
@
ECHO
 OFF

CLS

DATE

TIME

VER

```

Якщо у системі використовувалися можливості локалізації, міг завантажуватися драйвер клавіатури (наприклад, KEYB FR для французької).
У подальших версіях DOS складність файлу AUTOEXEC.BAT зростала. Наприклад, у MS-DOS 5.0 файл міг виглядати так:
```
@
ECHO
 OFF

PROMPT
 $P$G

PATH
 C:\DOS;C:\WINDOWS

SET
 
TEMP
=
C:\TEMP

SET
 
BLASTER
=
A220 I7 D1 T2
LH SMARTDRV.EXE
LH DOSKEY
LH MOUSE.COM /Y

```

Дана конфігурація встановлює змінні оточення, завантажує програми кешування диска, додає кілька каталогів у шлях пошуку команд PATH, і нарешті ініціалізує драйвери миші і клавіатури
Команда PROMPT встановлює вигляд запиту C:\> (коли поточний каталог — кореневий на диску C:) замість C> (запит за замовчуванням).
Драйвери пристроїв, як правило, завантажувалися у файлі CONFIG.SYS, а виконувані програми — у AUTOEXEC.BAT. Деякі пристрої, такі як миша, не мали чіткої конвенції з завантаження.
У MS-DOS 6.0 і новіших меню початкового завантаження можна конфігурувати. Це допомагає користувачам, яким необхідно мати складніші конфігурації і можливість їх вибору на етапі завантаження системи. Приклад:
```
@
ECHO
 OFF

PROMPT
 $P$G

PATH
 C:\DOS;C:\WINDOWS

SET
 
TEMP
=
C:\TEMP

SET
 
BLASTER
=
A220 I7 D1 T2

GOTO
 
%CONFIG%

:
WIN

LH SMARTDRV.EXE
LH MOUSE.COM /Y
WIN

GOTO
 
END

:
XMS

LH SMARTDRV.EXE
LH DOSKEY

GOTO
 
END

:
END

```

У цьому прикладі змінна оточення CONFIG має значення, що відповідає пунктові меню, яке вибрав користувач ще до старту AUTOEXEC.BAT (власне пункти меню описуються у CONFIG.SYS). У прикладі можливі два значення: WIN і XMS.